# Каледонский лес
Каледо́нский лес (англ. Caledonian Forest) — тип ландшафта, реликтовый лес, некогда покрывавший значительную часть Шотландии. В настоящее время вследствие хозяйственной деятельности человека сохранилось лишь около 1 % территории этого леса на 35 изолированных участках на северо-западе Грампианских гор и Шотландском высокогорье. Тем не менее, лес является родным домом для многих видов животных, не встречающихся более нигде на Британских островах.

## История
Каледонский лес окончательно сформировался в конце последнего ледникового периода около 10 тыс. лет назад. Уровень мирового океана был значительно ниже, чем сейчас, и на месте пролива Ла-Манш существовал сухопутный перешеек, соединявший современные Британские острова с материковой Европой — по этому «мосту» растительность стала распространяться на север вслед за отступающим ледником. Лес, подобный нынешнему Каледонскому лесу, вначале занял всю площадь острова Великобритания, а затем через короткий промежуток времени в связи с потеплением климата стал сокращаться и сохранился лишь на севере острова в Шотландском высокогорье.
По оценкам экологов, площадь сосновых лесов, сформировавших наиболее западную в Евразии зону тайги, составляла около 15 тыс. км² — большая часть Шотландии была покрыта сосной, берёзой, рябиной, осиной, можжевельником, дубом черешчатым и некоторыми другими видами деревьев. В западной части острова с более влажным климатом доминирующими породами стали дуб и берёза, а также папоротники, мхи и лишайники.
Лес получил своё название благодаря римлянам, которые Каледонией именовали Шотландию — северные владения Британии, провинции Римской Империи. Впервые он упоминается в «Естественной истории» Плиния Старшего, написанной около 77 года н. э.

## Охрана
В настоящее время большая часть сохранившегося леса охраняется британскими законами. В частности, значительная его часть расположена на территории Национального парка Кернгормс. Другие оставшиеся островки имеют статус заповедника и находятся под управлением Королевского общества защиты птиц и правительственной Комиссии по лесному хозяйству. В 1981 году был образован благотворительный фонд Trees for Life, призванный способствовать сохранению и восстановлению Каледонского леса. Стратегическая цель фонда — восстановить общую площадь дикой природы до 1600 км² и реинтродуцировать ранее обитавшие в ней виды животных — евразийского бобра, дикого кабана, рысь и волка.

## Легенды и фольклор
В «Истории бриттов», наиболее раннем произведении о короле Артуре, одна из Двенадцати Битв, названная Cat Coit Celidon, происходит в Каледонском лесу. Британские филологи Рэйчел Бромвич и Маргед Хейкок полагают, что армия леса, оживлённая волшебниками в валлийской поэме Cad Goddeu («Битва деревьев»), также описывают Каледонский лес.
В кельтских мифах о Мерлине, чародее и помощнике Короля Артура, образ Мирддина Виллта также связан с этим лесом — маг поселился в нём после того, как потерял рассудок в битве при Арвдеридде в 573 году. Об этом написано в двух поэмах на средневаллийском языке — Yr Oinau и Yr Afallenau, в наиболее раннем дошедшем до нас валлийском манускрипте «Чёрная Книга из Кармартена» (1250 год). При схожих обстоятельствах лес становится убежищем для другого героя эпоса — Лайлокена в поэме «Житие св. Кентигерна», написанной Жоселином, монахом Фурнесским около 1185 года (некоторые специалисты полагают, что Лайлокен стал прообразом для Мерлина).
В более поздней валлийской легенде «Килхух и Олвен» из цикла «Мабиногион» главный герой — Килхух — является сыном короля Келлидона Ледига (англ. Celyddon Wledig) — это имя, по мнению филологов, может быть (а может быть и нет) связано с названием леса.

## Фауна
Каледонский лес — уникальная для Британских островов экосистема, и является домом для очень редких в этом регионе животных. Он считается одним из последних оставшихся на Британских островах уголков дикой природы.
Гнездящиеся здесь птицы, не встречающиеся более где-либо на Британских островах:
- шотландский клёст (Loxia scotica),
- обыкновенный глухарь (Tetrao urogallus),
- хохлатая синица (Lophophanes cristatus),
- клёст-сосновик (Loxia pytyopsittacus),
- обыкновенный гоголь (Bucephala clangula),
- фифи (Tringa glareola),
- белохвостый песочник (Calidris temminckii),
- чернозобая гагара (Gavia arctica),
- краснозобая гагара (Gavia stellata),
- белобровик (Turdus iliacus),
- беркут (Aquila chrysaetos),
- большой улит (Tringa nebularia),
- красношейная поганка (Podiceps auritus).

Гнездящиеся здесь птицы, редкие где-либо ещё на Британских островах:
- скопа (Pandion haliaetus),
- клёст-еловик (Loxia curvirostra),
- чиж (Carduelis spinus),
- малая чечётка (Acanthis cabaret),
- большой крохаль (Mergus merganser),
- длинноносый крохаль (Mergus serrator),
- тетерев-косач (Tetrao tetrix),
- ушастая сова (Asio otus).

Млекопитающие, обитающие в этом лесу:
- лесная куница (Martes martes),
- благородный олень (Cervus elaphus),
- европейская косуля (Capreolus capreolus),
- лесной кот (Felis silvestris),
- рыжая лисица (Vulpes vulpes),
- заяц-беляк (Lepus timidus),
- обыкновенная белка (Sciurus vulgaris),
- безоаровый козёл (Capra aegagrus).

Млекопитающие, некогда обитавшие здесь, но ныне исчезнувшие:
- евразийский бобр (Castor fiber),
- дикий кабан (Sus scrofa),
- волк (Canis lupus),
- лось (Alces alces),
- тур (Bos primigenius),
- рысь (Lynx lynx),
- бурый медведь (Ursus arctos),
- тарпан (Equus caballus gmelini).